# Хронология войны Израиля с «Хезболлой» (2024)
Война Израиля с группировкой «Хезболла», или Третья ливанская война (в Израиле также известна как операция «Стрелы севера» (ивр. חיצי הצפון‎, Хице́й ха-цафо́н)) — вооружённый конфликт между Армией обороны Израиля (ЦАХАЛ) и «Хезболлой», начавшийся 23 сентября 2024 года с бомбардировки территории Ливана, а в ночь на 1 октября было начато сухопутное вторжение израильской армии в Ливан.

## Ход событий

### Первый этап: Бомбардировки
23 сентября
ЦАХАЛ заявил, что атаковал восемьсот военных объектов «Хезболлы» в южном Ливане и долине Бекаа. Сообщается, что в результате авиаударов был убит высокопоставленный командир «Хезболлы» по имени Али Абурия. «Хезболла» выпустила до 150 ракет по Израилю.
24 сентября
ЦАХАЛ начала новую волну атак на объекты «Хезболлы» в Ливане. За сутки были нанесены удары по 1500 целям на юге Ливана и в долине Бекаа, также, по заявлению ЦАХАЛ, был нанесен точечный удар по Бейруту.
25 сентября
АОИ приняла решение мобилизовать две резервные бригады для выполнения задач на северном фронте. Тем же днем «Хезболла» обратилась за помощью к Ирану, но Тегеран ответил отказом, сославшись на «не подходящее время» и участие в 79-й сессии Генеральной Ассамблеи ООН. Военно-воздушные силы Израиля атаковали ущелье, по которому протекает река Нахр-Ибрахим на севере Ливана. Удары были нанесены по объектам в провинции Джбейль, где проживает в основном христианское население. «Хезболла» попыталась нанести удар по штаб-квартире израильской спецслужбы «Моссад» дальнобойной ракетой «Кадир-1» класса «земля—земля», системы ПВО перехватили ракету. Также начальник Генштаба Армии обороны Израиля Герци Халеви заявил, что АОИ готовится к наземному манёвру в Ливане.
26 сентября
«Исламское сопротивление Ирака» заявило о нанесении удара по городу Эйлат в южной части Израиля. Израиль точечным ударом уничтожил командира воздушных сил «Хезболлы» Мухаммеда Хусейн Срур.
27 сентября
Вооружённые силы Израиля ударили по военному объекту в Сирии на границе с Ливаном. Также ВВС Израиля нанесли не менее 10 ракетных ударов по южной окраине Бейрута, где расположены штабные офисы ливанской террористической группировки «Хезболла». Армия Израиля нанесла удары по военным объектам и отрядам боевиков «Хезболлы» на юге Ливана.
В ночь с 27 на 28 сентября
Боевики «Хезболлы» нанесли ракетные удары по населённым пунктам Израиля. Днем 28 сентября «Хезболла» официально подтвердила смерть Хасана Насраллы и объявила о первой атаке по Израилю после его смерти. Иран в ближайшие дни примет решение о вводе войск в Ливан, а также призвал все мусульманские страны объединить усилия и ресурсы для сдерживания Израиля. Позже первый вице-президент Ирана Мохаммад Реза Ареф заявил, что убийство лидера «Хезболлы» приведет к уничтожению Израиля.
29 сентября
ВВС нанесли серию ударов по объектам группировки «Хезболлы». В пресс-службе ЦАХАЛ сообщили, что операция по ослаблению потенциала группировки продолжается и АОИ не собираются останавливаться на ликвидации Хасана Насраллы. Позже Израильская армия объявила о ликвидации в Ливане члена центрального совета «Хезболлы» Набиля Каука. Боевики «Хезболлы» заявили, что выпустили ракеты по городу Цфат, а также нескольким поселениям на севере Израиля. К концу дня, Израильские ВВС завершили мощную волну ударов по объектам «Хезболлы».
30 сентября
Израиль предупредил Вашингтон о планируемой наземной операции на юге Ливана, которая может начаться в ближайшее время. Иран не планирует направлять свои войска на помощь «Хезболле», Ливан доказал, что может сам за себя постоять. Израильские военные уничтожили склад с ракетными установками, принадлежавший «Хезболле». Армия обороны Израиля (ЦАХАЛ) объявила закрытой военной зоной район трех населённых пунктов возле границы с Ливаном. Ливанская армия отступает с некоторых позиций вблизи ливано-израильской границы.

### Второй этап: Наземная операция
Октябрь
В ночь с 30 сентября на 1 октября

Наземные столкновения в ходе войны Израиля с Хезболлой в 2024 году.

Армия обороны Израиля начала наземную операцию в Ливане, сообщается о прорывах израильских военных сразу на нескольких участках границы. Позже танки израильской армии вошли в населённый пункт Рмейш.
США предупредили Израиль о возможной ракетной атаке со стороны Ирана. Армия обороны Израиля сообщила о запуске ракет со стороны Ирана, по всему Израилю прозвучал сигнал ракетной тревоги. Одна из ракет упала в открытой местности. Часть ракет ударили по району Нецарим в секторе Газа, поразив израильскую бронетехнику. При ракетной атаке на Тель-Авив пострадали 2 мирных жителя. В городе Иерихон на Западном берегу Иордана от иранской ракеты погиб палестинский рабочий. Корабли ВМС США в Средиземном море в ходе атаки Ирана на Израиль сбили несколько ракет ВВС Великобритании также оказывали военную поддержку Израилю. Часть обломков ракет упали в Иордании, пострадали три человека.
По утверждению иранского агентства Shafaqna, одним из результатов ракетной атаки стало уничтожение более 20 израильских самолётов F-35. Также Иран отчитался о поражении израильских газовых платформ рядом с Ашкелоном. Армия обороны Израиля готовится к ответным атакам по Ирану.
По мнению военных экспертов, ответный удар по Ирану со стороны Израиля может быть ядерным.
2 октября
Израильская армия несмотря на атаку Ирана, намерена и дальше продвигаться вглубь территории Ливана. Начальник Генштаба израильской армии Герци Халеви заявил, что ответ Израиля на атаку Ирана неизбежен. Он отметил, что израильские военные способны атаковать любую точку на Ближнем Востоке и готовы доказать это. Боевики «Хезболлы» заявили, что нанесли удар по крупному скоплению израильской армии в районе населённого пункта Мисгав Ам, который недавно был объявлен закрытой военной зоной.
3 октября
Боевики «Хезболлы» заявили, что якобы с помощью артиллерии остановили продвижение израильской армии вглубь ливанской территории. Израильские ВВС продолжают наносить удары по объектам «Хезболлы» в Ливане. Атаковано более 200 целей на ливанской территории. Во время обстрела военного объекта погиб один из военнослужащих ливанской армии, ВС Ливана открыли ответный огонь.
4 октября
ВВС Израиля нанесли удар по главному пограничному КПП Маснаа на ливано-сирийской границе, а также по туннелю длиной 3,5 км на границе Ливана и Сирии, который использовался для перевозки и хранения оружия. По заявлениям ЦАХАЛ, израильская армия за четыре дня операции на юге Ливана уничтожила в ходе воздушных ударов и наземных атак около 250 террористов «Хезболлы». ВВС Израиля нанесла авиаудар по подземному бункеру ливанской группировки «Хезболла» в пригороде Бейрута.
5 октября
Появились сообщения о гибели главы исполнительного совета «Хезболлы» Сафи ад-Дина в результате авиаудара израильских ВВС по подземному бункеру группировки в пригороде Бейрута днем ранее. Ожидается, что командующий Центральным командованием США (CENTCOM) генерал Майкл Курилла прибудет в Израиль в течение 24 часов для координации ответа на иранскую ракетную атаку. Израильские военные сообщили о ликвидации двух высокопоставленных членов ХАМАС в Ливане. Премьер-министр Израиля Беньямин Нетаньяху в своём обращении к нации анонсировал массовый удар по Ирану. Израильские власти не дали Соединённым Штатам гарантий того, что не будут наносить удары по объектам ядерной инфраструктуры Ирана. ВВС Израиля нанесли четыре удара по объектам «Хезболлы» в южном предместье Бейрута. Целью атаки являлось бензохранилище боевиков.
6 октября
ЦАХАЛ заявили об ударах по спрятанным под домами складам вооружения «Хезболлы» в Бейруте. Боевики «Хезболлы» заявили, что им удалось сорвать очередное наступление израильских войск вглубь территории Ливана. Израильские военно-воздушные силы за сутки поразили около 150 объектов «Хезболлы» в Ливане, среди которых были позиции для запуска ракет и командные пункты. Боевики «Хезболлы» заявили, что атаковали беспилотниками израильскую военную базу к югу от Хайфы.
7 октября
ВВС Израиля атаковали район Дахия в Бейруте. Позже самолёты ВВС Израиля провели масштабную воздушную операцию, нанеся за час удары по 120 целям на юге Ливана и уничтожив 50 боевиков «Хезболлы», включая шесть старших командиров.
8 октября
146-я бронетанковая дивизия «Ха-Мапац» ЦАХАЛ начала «ограниченные, локализованные, целевые оперативные действия» против объектов и инфраструктуры боевиков «Хезболлы» на юго-западе Ливана. Израильские военные зафиксировали массированный обстрел в направлении Хайфы с территории Ливана. Бойцы ЦАХАЛ подняли израильский флаг в деревне Марун-эр-Рас на юге Ливана. В результате высокоточного удара ВВС Израиля был ликвидирован командир штаба «Хезболлы» Сухаил Хуссейн Хуссейни, занимавшийся логистикой и поставками вооружений из Ирана.
9 октября
Боевики «Хезболлы» заявили, что отразили атаку израильских сил на юге Ливана, используя артиллерию и миномёты. Позже Армия обороны Израиля сообщила о запуске около сотни ракет с территории Ливана.
10 октября
Армия обороны Израиля обстреляла объект на территории штаб-квартиры миротворцев временных сил ООН в Ливане (UNIFIL) на мысе Рас-эн-Накура и бункер, где укрывались миротворцы, в результате двух этих обстрелов пострадали трое военнослужащих. Израильская авиация совершила налёт на иранский машиностроительный завод, расположенный на территории провинции Хомс в Сирии.
11 октября
«Хезболла» поставила перед собой задачу нанести поражение Израилю и силой заставить его прекратить огонь на юге Ливана. Позже боевики «Хезболлы» напали на позиции израильских военных на юге Ливана. Армия обороны Израиля ликвидировала командира ракетных войск элитного подразделения Радван ливанской группировки «Хезболла» Эриба Аль-Шаджа. Он погиб на территории Ливана. Формирования шиитских радикалов, входящих в состав Исламского сопротивления Ирака, объявили о запуске беспилотника по «жизненно важной цели» в районе самого южного города Израиля Эйлата на побережье Красного моря.
12 октября
Боевики «Хезболлы» управляемой ракетой поразили бульдозер израильской армии на юге Ливана. По центру Израиля с территории Ливана были запущены два БПЛА, также израильские военные зафиксировали запуск с территории Сирии. За последние сутки в ЦАХАЛ зафиксировали запуск 200 ракет со стороны Ливана. Боевики «Хезболлы» нанесли ракетный удар по штабу северного военного округа Армии обороны Израиля (ЦАХАЛ), который находится в городе Цфат. Армия обороны Израиля расширила закрытую зону. Согласно публикации, в неё будут включены Зарит, Шомера, Штула, Нетуа и Эвен Менахем. Въезд в них будет запрещен с 20:00 12 октября. По заявлениям ряда арабских СМИ, израильские военные пересекли израильско-сирийскую границу и начали укреплять свои позиции на занятых территориях.
13 октября
Израильские ВВС нанесли серию ударов по целям возле населённых пунктов Макна и Юнин к северу от города Баальбек. Миротворцы ООН в Ливане сообщили о пересечении израильскими силами демаркационной линии на границе с Ливаном, что стало причиной инцидента с проникновением танков на территорию объекта ООН. Боевики «Хезболлы» атаковали одиночным беспилотником «Зияд-107» столовую военной базы бригады «Голани» в Биньямине на севере Израиля, в результате 4 сержанта погибли, 51 человек получил ранения.
14 октября
ВВС Израиля атаковали населённый пункт Эйто, расположенный на шоссе между городами Згарта и Эхден в христианском районе на севере Ливана. Израиль продолжит наносить удары по Ливану, включая Бейрут, об этом заявил премьер-министр еврейского государства Биньямин Нетаньяху. ЦАХАЛ нанёс несколько ударов по объекту «Хезболлы» на юге Ливана после проникновения в Израиль неопознанного объекта.
15 октября
ВВС Израиля нанесли удар по пограничному переходу в районе Хермель на севере Ливана. Позже ВВС нанесли удар по населенному пункту Кана на юге Ливана.
16 октября
Израильские ВВС совершили серию ударов по городам на северо-востоке Ливана. Танк Merkava израильской армии открыл огонь по миротворческому контингенту Организации Объединенных Наций (ООН) в Ливане (UNIFIL).
17 октября
Истребители израильских ВВС нанесли удары по лагерю палестинских беженцев Бурдж-эш-Шимали в окрестностях города Тир на юге Ливана.
18 октября
«Хезболла» объявила о «новой фазе эскалации противостояния» с Израилем. Тем временем израильские вооружённые силы ликвидировали главный подземный командный центр и туннель группировки «Хезболла» в Ливане. Боевики Исламского сопротивления Ирака сообщили о нанесении удара по территориям на севере Израиля.
19 октября
Боевики «Хезболлы» совершили покушение на премьер-министра Израиля Беньямина Нетаньяху. Беспилотник «Зияд-107» атаковал резиденцию премьера в Кесарии в тот момент, когда его там не было. Позже ВВС Израиля атаковали южные окраины Бейрута, где расположены объекты «Хезболлы» и живут сторонники группировки.
20 октября
Авиация Израиля в ходе своей атаки на юг Ливана уничтожила 65 террористов «Хезболлы», а также нанесла 175 ударов по целям в Ливане, имеющим отношение к «Хезболле», включая штаб разведки и подземный оружейный цех. Позже в пресс-службе Армии обороны Израиля сообщили, что Израиль в ближайшие часы нанесёт удары по «экономическим объектам» движения «Хезболла» по всей территории Ливана, в том числе в Бейруте. Жителям Ливана, которые находятся в местах, «используемых для финансирования деятельности группировки», рекомендовано эвакуироваться.
21 октября
Авиация Израиля нанесла удар по столице Сирии — Дамаску. Целью был командир отдела денежных переводов «Хезболлы», который был убит в ходе атаки. Также Израиль анонсировал новые удары по всему Ливану в ближайшие часы.
22 октября
«Хезболла» заявила, что нанесла ракетные удары по базе военной разведки Глилот в пригороде Тель-Авива и базе военно-морских сил Израиля на северо-западе Хайфы.
23 октября
Истребители израильских ВВС нанесли новые ракетные удары по ливанской столице Бейруту; был разрушен офис, который использовала проиранская телекомпания Al-Mayadeen. Боевики «Хезболлы» атаковали военно-промышленный комплекс, расположенный под Тель-Авивом.
24 октября
ВВС Израиля нанесли удар по населённому пункту Эль-Ходр в долине Бекаа на востоке Ливана. Авиаудар был нанесён по многоэтажному дому поблизости от местной мечети Аль-Хамза, есть погибшие. По утверждению Ливана, в ходе недавней атаки Израиля на Бейрут погибло три военнослужащих страны. Израильские военные заявили, что они выясняют, не причинили ли их силы «случайный вред» ливанским солдатам в ходе операции против боевиков «Хезболлы». Представитель Армии обороны Израиля Даниэль Хагари на брифинге заявил, что Израиль за месяц нанёс удары по 3200 объектам боевиков «Хезболлы» на юге Ливана. Также в ЦАХАЛ заявили, что военнослужащие Армии обороны Израиля за последние сутки уничтожили около 20 террористов «Хезболлы» на юге Ливана.
В ночь с 24 на 25 октября
 

ВВС Израиля нанесли удары южным окраинам Бейрута, где расположены объекты «Хезболлы». Утром 25 октября в результате израильского авиаудара по городу Хасбайя погибло 3 журналиста ливанского новостного канала Al Mayadeen. Днём в ООН заявили, что военнослужащие Армии обороны Израиля открыли огонь по наблюдательному посту миротворческого контингента. Находившиеся там миротворцы отступили.
26 октября
Рано утром Армия обороны Израиля нанесла удары по иранским военным объектам. В атаке участвовало свыше 100 самолётов, в том числе стелс-истребители F-35. О готовящихся атаках Израиль уведомил США. Также Израиль нанёс предварительные удары по иранским радарам в Сирии.
27 октября
Израиль нанёс удары по населённому пункту Дждейдет-Марджаюн на юге Ливана, расположенному менее чем в 10 км от границы с Израилем. «Хезболла» обстреляла ракетами промышленный район Звулун к северу от Хайфы, где расположены военные предприятия компании Rafael, а также выпустила по Израилю более 200 ракет.
28 октября
Истребители израильских ВВС совершили интенсивные налёты на города и посёлки в северо-восточной части Ливана. Армия Израиля также зафиксировала запуск 80 ракет с территории Ливана.
29 октября
Израильские военные зафиксировали мощный обстрел со стороны Ливана в направлении нескольких районов Верхней и Западной Галилеи. Было запущено около 50 ракет. Также израильские ВВС нанесли свыше 30 авиаударов по населённым пунктам долины Бекаа на востоке Ливана.
30 октября
Стало известно, что Израиль в ходе атаки на Иран нанёс удар по космическому центру Шахруд в провинции Семнан, находящемуся под управлением Корпуса стражей исламской революции (КСИР). Также Армия обороны Израиля нанесла авиаудары по топливным складам группировки «Хезболла» на северо-востоке Ливана.
31 октября
Израильская армия нанесла удары по двум городам в историческом районе Баальбек в долине Бекаа на востоке Ливана.
Ноябрь
1 ноября
Авиация Израиля атаковала несколько объектов группировки «Хезболла» на юге Бейрута.
2 ноября
Израильские ВВС за прошедшие сутки атаковали порядка 120 различных объектов радикалов на территории Ливана.
3 ноября
Израильская армия нанесла удар по мосту в горном районе Джебель-Акрум на севере Ливана.
4 ноября
Армия обороны Израиля заявила о ликвидации полевого командира вооруженного крыла «Хезболлы» в районе населенного пункта Барашит на юге Ливана.
5 ноября
Израильские военно-воздушные силы за прошедшие сутки атаковали порядка 100 различных объектов радикалов на территории Ливана.
6 ноября
В Израиле активированы сирены воздушной тревоги, в том числе в Тель-Авиве, из-за ракетных пусков из Ливана. ПВО сбивают ракеты. Боевики «Хезболлы» в первой половине дня обстреляли семь военных объектов на севере Израиля, одна из ракет упала в районе аэропорта, его работа не нарушена. Израиль ликвидировал регионального командира «Хезболлы» Хуссейна Абд аль-Халим Харба.
7 ноября
Двое военнослужащих из состава миротворцев ООН в Ливане получили незначительные ранения при атаке израильского беспилотника поблизости от расположения блокпоста на въезде в город Сайда.
8 ноября
Боевики «Хезболлы» заявили о нанесении ракетных ударов по двум израильским военным объектам, расположенным недалеко от города Хайфа на севере еврейского государства.
9 ноября
Ливанские СМИ сообщили об ударах Израиля по объектам «Хезболлы» в южном пригороде Бейрута.
10 ноября
Израильские ВВС нанесли удар по жилому дому в поселении Альмат на севере Ливана.
13 ноября
Самолеты Военно-воздушных сил Армии обороны Израиля атаковали южную часть пригорода Бейрута. Целью являлись склады оружия и объекты для производства ракет, основная часть из них была уничтожена. Боевики «Хезболлы» заявили, что с начала израильского вторжения в Ливан, уничтожили десятки танков и более 100 человек АОИ.
14 ноября
Израильские самолеты нанесли три мощных удара по южному пригороду Бейрута.
15 ноября
ВВС Израиля нанесли удар по кварталу аль-Шааб в городе Баальбе.
16 ноября
Израильские самолеты ударили по району рядом с древними римскими развалинами в городе Тир на юге Ливана.
17 ноября
ВВС Израиля ударили по позиции армии Ливана на окраине поселения Мари на юге страны.
20 ноября
Израиль нанес удар по одной из военных баз армии Ливана.
21 ноября
Израильские военные предупредили о предстоящих ударах по деревням Бурдж-Шемали, Маашук и аль-Хауш в районе Тир на юге Ливана, а также кварталов Харет-Хрейк и Хадат в Дахие, южном пригороде ливанской столицы. Жителям этих территорий приказано срочно покинуть свои дома.
23 ноября
Военно-воздушные силы (ВВС) Израиля нанесли удар по нескольким районам южного пригорода Бейрута.
24 ноября
«Хезболла» произвела атаку на базу израильских военно-морских сил в южном портовом городе Ашдод, а также 34 раза ударив по израильским позициям.
25 ноября
Израильские военные самолеты атаковали пограничные переходы на сирийско-ливанской границе в районе города Кусейр, расположенного в провинции Хомс.
26 ноября
Израильские военные смогли выйти к реке Эль-Литани на юге Ливана, за которую по соглашению о прекращении огня и резолюции СБ ООН 1701 от 2006 года, должны быть отведены боевики группировки «Хезболла».

### После объявления перемирия
27 ноября
Армия обороны Израиля нанесла удары по контрольно-пропускным пунктам на границе Сирии и Ливана.
30 ноября
Израильские ВВС нанесли удары по территории Сирии, их целью были военные объекты, связанные с «Хезболлой».
1 декабря
Два человека погибли и два получили ранения в результате удара израильского БПЛА по населенному пункту Раб аль-Талатин в провинции Набатия на юге Ливана.
2 декабря
Израильские ВВС нанесли авиаудары по объектам «Хезболлы» в Ливане.
4 декабря
Израильские военные нанесли удар по военному объекту  «Хезболлы» на юге Ливана.